# Steve Smyth
Steve Smyth (ur. 28 listopada 1970 w Northern w Kalifornii) – amerykański muzyk, gitarzysta i basista. Od 1988 do 1992 roku grał w zespole Ariah. W latach 1996–1999 był członkiem grupy Vicious Rumors. W latach 2000–2004 członek zespołu Testament. Od 2000 do 2005 roku grał w zespole Dragonlord. W latach 2004–2007 członek formacji Nevermore. Od 2009 roku gitarzysta Forbidden.
12 grudnia 2006 roku przeszedł operację przeszczepu nerki.

## Instrumentarium
| Gitary, struny i przystawki gitarowe - B.C. Rich Custom Electric 7-String Guitars (Warlock, Ignitor) - EMG 81-7 Pickup in bridge; EMG-707 Pickup in neck - SIT Strings (.10 - .52 with .64 Gauge B-String) - B.C. Rich Custom Electric 6-String Guitars (Assassin, Bich, - Ignitor, Ironbird & Mockingbird) - Pickups: EMG 81's and 85's in bridge and neck - SIT Strings (.10 - .52 Light Top/Heavy Bottom) - B.C. Rich Acoustic Guitar (Eagle) - SIT Strings (Royal Bronze, 11-50 Gauge) | Wzmacniacze, kolumny głośnikowe i kostki - Krank Krankenstein Heads - Cabinets with Celestion Vintage 30's - Digitech Pedals (Whammy and X-Series) - Dunlop Picks (Tortex Heavy Gauge) |

## Dyskografia
| Vicious Rumors - Cyberchrist (1998, Massacre) - Something Burning (1996, Massacre) The EssenEss Project - The EssenEss Project (2007, Two Louder Music) Nevermore - This Godless Endeavor (2005, Century Media) Dragonlord - Black Wings of Destiny (2005, Escapi) - Rapture (2001, Spitfire) Forbidden - Omega Wave (2010, Nuclear Blast) | Gościnnie - Down Factor - Pure (2001, Scourge) - Skitzo - Hellavator Musick (2002, Mourning Star) - Severed Savior - Brutality Is Law (2003, Unique Leader Records) - Victor Smolski - Majesty & Passion (2004, Drakkar Entertainment GMBH) - HateSphere - The Sickness Within (2005, SPV/Steamhammer) - Down Factor - Murder the World (2005, Scourge) - Chaoswave - Dead Eye Dreaming (2009, Nightmare Records) - Gus Drax - In Search of Perfection (2010, Earache Records) - Glen Drover - Metalusion (2011, Magna Carta Records) - Deadlands - Evilution (2012, Molten Metal Records) - Nuclear Salvation - Ruins of Reality (2013, Skinforge Records) |